# 在北和平統一促進協議會
在北和平統一促進協議會（：／）簡稱在北平統（재북평통）或統協（통협），是朝鮮民主主義人民共和國團體，成立於1956年7月。
協會成員主要來自國內支持金日成的重要人士以及自發越北的南韓政治組織成員，組織名稱也演變自首爾成立的統一獨立促進會（통일독립촉진회）。其綱領主要是和平統一、反對戰爭、南北協商三項。